# Boszniai heraldika

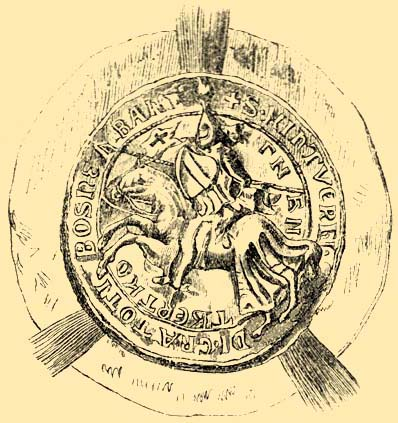
I. Tvrtko István boszniai bán (1353–1377), későbbi király (1377–1391) lovaspecsétje

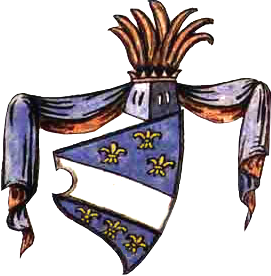
I. Tvrtko bosnyák király címere az Illír címerkönyvből (Rubčić-változat)

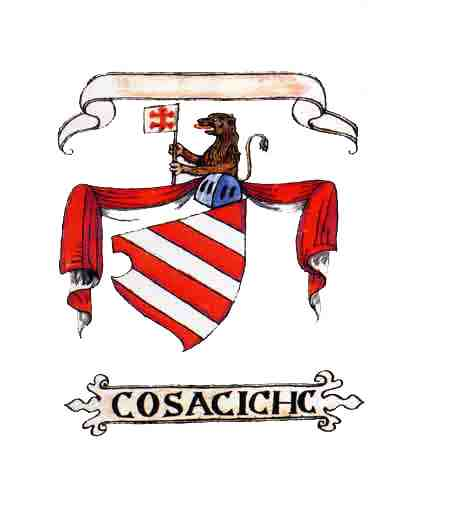
A Vukčić család címere a Fojnica címerkönyvben

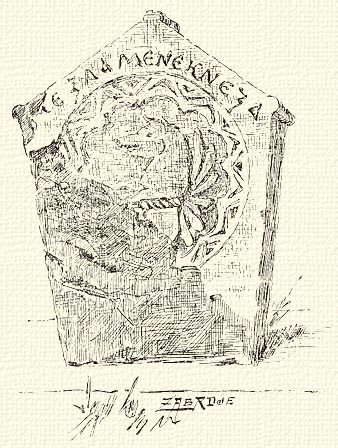
Radoje, bosnyák nagykenéz címeres síremléke

A boszniai heraldika sajátos címertani rendszer a balkáni és közép-európai heraldika találkozási pontján.

## A boszniai heraldika fejlődése
Bosznia legnagyobb része a tulajdonképpeni Bosznia, ehhez kapcsolódik délkeleten Hercegovina.  Lakossága katolikus horvátokból, ortodox szerbekből és (szerb és horvát nyelvű) bosnyák „muzulmánokból” áll.
A magyar királyok mindig is használták a Bosznia és Ráma királya címet. A magyar befolyás erős volt az országban, amióta Vak Béla király 1138-ban megszerezte Bosznia északi területét és felvette a Ráma királya címet. A területet a boszniai bán vezette. Ettől kezdve a báni cím a magyar udvari tisztviselők és a boszniai uralkodók címe lett. Az első bosnyák államalakulat 1154-ben jött létre, Borić bán vezetésével. Fénykorát Kotromanić Tvrtko bán irányítása alatt érte el, aki 1377-ben elsőként vette fel a királyi címet. Viszonylag függetlenül uralkodott és Dalmáciára, valamint Horvátországra is kiterjesztette a hatalmát. Leánya, Kotromanics Erzsébet Nagy Lajos második felesége lett. A király részéről ez nyilván szerelmi házasság volt, mert a korabeli európai udvarokban feltűnést keltett, hogy az uralkodó egyik vazallusának családjából nősült. Az első címerek is ekkor, a 14. század elején jelentek meg Boszniában a Magyarországon kinevezett magyar és bosnyák származású bánok révén. Ezen címerek a korabeli magyar heraldika tükörképei. 1471-ben Mátyás király a töröktől visszafoglalt területet jutalomképpen Újlaki Miklósnak adta, királyi címmel, aki ott 1477-es haláláig uralkodott. Saját udvartartással rendelkezett és pénzt is vert.
Bosznia déli, humi területén az utolsó király, Tomašević István (1461–1463) halála után megerősödött Stjepan Vukčić (Vukčić Kosača) uralma, aki magát 1448-ban hercegnek titulálta és ezt a címet a császár is elismerte. Később az egész tartományt Hercegovinának kezdték hívni. A Vukčić család címere az Illír címerkönyv szerint vörös alapon három ezüst pólya, a sisakdísz oroszlánja zászlót tart a kettős keresztes magyar címerrel, amivel a tartomány hűbéres státuszát fejezhették ki.
1482-ben egész Bosznia területe török uralom alá került, ami nem kedvezett a helyi heraldika fejlődésének. Ugyanakkor a birodalmon belül az ország megőrizhette területi integritását, ami hozzájárult a boszniai identitástudat megerősödéséhez. Az áttérések nyomán a legnagyobb vallási felekezet a muzulmán lett, de a bosnyák ferenceseket és a katolikusokat szultáni dekrétum védte, valamint a zsidók spanyolországi kiűzése után jelentős szefárd zsidó népesség is letelepedett itt. A hercegovinai ortodox lakosság az egész országban megjelent.
A 19. század elején számos lázadás robbant ki a török uralom ellen. A nagyhatalmak kiűzték a törököket Boszniából, majd az ország az 1878-as Berlini Kongresszuson az Osztrák-Magyar Monarchiához került. Az első világháború után a Szerb-Horvát-Szlovén Királyság, majd Jugoszlávia része lett. Az 1992-ben kirobbant polgárháború után 1995-ben lett független.

## A boszniai heraldika jellege

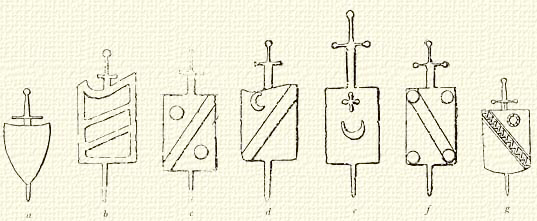
Középkori bosnyák síremlékek

A középkori bosnyák címerek bizonyos megszorításokkal a magyar heraldika részének tekinthetők. A magyar királyi titulatúrához tartozó boszniai címer teljesen eltér attól, mely az Illír címerkönyvben található az ország címereként. Ez Tvrtko király harántpólyáját mutatja az Anjou-liliomokkal kiegészítve, ami nyilván Nagy Lajos király második felesége által került a címerbe.
A boszniai heraldika középkori forrásai elsősorban a pecsétekre és a pénzérmékre korlátozódnak, valamint az Illír címerkönyv különféle másolataira, melyek közül egyesek Boszniai eredetűek (mint a Fojnica címerkönyv, az Olovo címerkönyv).
A jugoszláv időkben a többi tagköztársasághoz hasonlóan a boszniai városok címereiben is megjelentek a kötelező jellegű szocialista szimbólumok, a vörös csillag, a sarló és a kalapács, valamint a fogaskerék. Ez az időszak egyben a boszniai heraldika mélypontját is jelenti, amikor számos antiheraldikus „címer” volt használatban.
Az 1995-ben létrejött független állam szimbólumainak kérdésköre jól tükrözi az ország bonyolult történelmi múltját és etnikai megosztottságát. Ennek eredményeképp Bosznia hagyományos címere és zászlaja is többször változott meg az utóbbi években. Egyes szimbólumokat túlzottan is szerbnek tartottak, ezért nem maradhattak meg, mások pedig az ellentétes vélemények szerint csak a lakosság másik részét jelképezik. A különféle kompromisszumok eredménye lett Bosznia mai címere és zászlója. Külön szerb címere van azonban pl. Szarajevónak is.
A címerviselés mindig is csak szűk körre korlátozódott, mely néhány magánszemélytől eltekintve nagyrészt a kommunális és egyházi heraldikára korlátozódik.

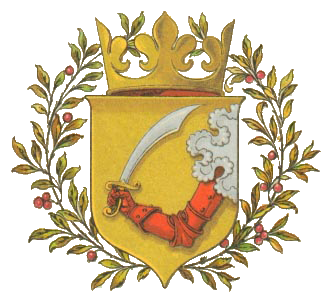
Ráma, illetve Bosznia címere. A magyar címer eleme volt Bosznia jelképe, a vörös mezőben kardot tartó kar már a 20. században kerül a pajzsra. E területet eredetileg a nyitott leveles korona szimbolizálta, később alakult át Ráma címere Bosznia jelképévé.
Bosznia címere 1992-1999
Bosznia-Hercegovina mai címere
Szarajevó címere

## Szervezetek
Boszniában nem létezik semmilyen központi szervezet a címerek felvételének és megalkotásának szabályozására. A címertan nagyrészt néhány lelkes amatőr érdeklődő és egyetemi oktató ügye.

## Külső hivatkozások
Bosznia címere
Boszniai címerek